# 車體風格
車體風格即自從進入多種類汽車的時代後，依據所車體外貌、大小，所給予相當主觀的區分名稱。但是，並非代表所有的車體風格皆有在各個國家出售或使用相同的名稱。

## 目前使用的風格

### 美國英語
- 移動住家車（RV-Recreational vehicle）~ 或稱露營車，車廂內有廚房、客廳、臥房等空間，可外出公路旅行的車體風格。
- 越野車（4x4）~ 汽車底盤較高且四輪傳動的車體風格。
- 敞篷車（Convertible）~ 汽車上無車頂的車體風格。
- 跑車（Coupe）~ 汽車具跑車風格但不限雙車門的車體風格。
- 掀背車（Hatchback）~ 汽車行李廂門幾乎呈垂直的車體風格。
- 三箱轎式（Notchback）~ 傳統三箱式轎車的車體風格。
- 斜背車（Fastback）~ 汽車後窗呈斜線的車體風格。
- 硬頂車（Hard-top）~ 汽車敞篷頂部為堅硬材質的車體風格,或無B-pillar的車體風格。
- 貨卡車（Pickup Trucks）~ 汽車行李廂直接敞開的車體風格。
- 雙門對開車 ~ 汽車兩對門之間沒有B柱的車體風格。
- 廂型車（Van）~ 汽車鈑金線條較為方正的車體風格。
- 廂式休旅車（Minivan）~ 汽車鈑金線條較為方正但體型較小的車體風格
- 美式V8跑車（Muscle Car）~ V8大排氣量引擎跑車的車體風格。
- 多功能休旅車 (MPV-Multi Purpose Vehicle) ~ 同廂型休旅。
- 運動休旅車 (SUV-Sport Utility Vehicle) ~ 底盤較高之越野休旅車體風格。
- 跨界休旅車 (COV-CrossOver Vehicle) ~ 都會使用為主之底盤較低的運動休旅車體風格。

### 英國英文
- 吉普

汽車底盤較高且四輪傳動的車體風格

## 車體規格
單指車體大小所給予的區分。

### 美國
- 微型（Microcar）
- 小型車（Compact car）
- 中型車（Mid-size car）
- 大型車（Full-size car）

### 歐盟
依據歐盟新車安全評鑑協會汽車規格排序：
- A級規格（A class）

全長從3300mm到3700mm之間的車體。
- B級規格（B class）

全長達到4200mm的車體。掀背車體達到3900mm的車體。 
- C級規格（C class）

全長達到4500mm的車體。掀背車體達到4200mm的車體。
- D級規格（D class）

全長從4550mm到4750mm的車體。
- E級規格（E class）

全長從4750mm到4950mm的車體。
- F級規格（F class）

全長從4750mm以上的車體。

## 外部連結
- 歐盟新車安全評鑑協會（European New Car Assessment Programme；EuroNCAP） （页面存档备份，存于）